# 郭烈锦
郭烈锦（1963年—），男，江西遂川人，中国动力工程专家，现任西安交通大学动力工程多相流国家重点实验室主任。

## 生平
1983年，毕业于西安交通大学。1989年7月，获西安交通大学热能工程博士学位。1989年7月迄今，在西安交通大学任教，历任助教、讲师、教授；研究室副主任、主任，国家重点实验室副主任、主任，能源与动力工程学院院长。

## 研究领域
动力工程及工程热物理、新能源转化。